# Dichromodes subflava
Dichromodes subflava là một loài bướm đêm trong họ Geometridae.